# 22-я Сербская дивизия
22-я Сербская ударная дивизия НОАЮ (сербохорв. 22. српска ударна дивизија НОВЈ / 22. srpska udarna divizija NOVJ) — дивизия Народно-освободительной армии Югославии, участвовавшая в Народно-освободительной войне. Ранее называлась 2-й Сербской дивизией. Командиром дивизии был Живоин Николич, а политруком Васа Смаевич.

## История

### Состав
Образована 22 мая 1944. В состав изначально входили 8-я, 10-я и 12-я сербские бригады. Некоторое время в её составе была 1-я власотинцкая бригада (с 12 сентября по 14 октября 1944). 17 марта 1945 в составе дивизии появилась артиллерийская бригада. Изначально дивизия насчитывала 2000 человек, в декабре 1944 года её численность поднялась до 5925 человек, а в марте 1945 составляла уже 7810 человек. 17 января 1945 дивизии было присвоено почётное наименование ударная.
До 6 сентября 1944 непосредственно подчинялась Главному штабу НОАЮ в Сербии, потом состояла в 13-м сербском корпусе. С 7 декабря и до конца войны снова подчинялась Главному штабу НОАЮ в Сербии (с 7 по 16 апреля была в составе 1-й югославской армии).

### Боевой путь
С 23 по 28 мая 1944 дивизия вела боевые действия при поддержке 21-й Сербской дивизии в Горне-Ябланице против чётников: ею были разгромлены Ябланицкий, Южноморавский и Вардарский корпуса армии чётников В ночь с 14 на 15 июня 13-я сербская бригада, 24-я Сербская дивизия и болгарский батальон имени Георги Димитрова вместе с 22-й дивизией совершили нападение на Лесковац, в гарнизон которого входили болгарский пехотный полк, немецкий пехотный батальон и части сербского корпуса СС. Дивизии удалось взять железнодорожную станцию и заминировать электростанцию, а утром 22-я дивизия ушла из Лесковаца.
С 9 по 11 июля 22-я дивизия очистила гору Бабичку и Запланье от сил чётников, а также организовала подрыв железной дороги Лесковац-Вранье, после чего 8 сентября вошла во Вранье и Буяновац. 11 сентября ею были заняты Пирот, Бабушница, Цариброд и Босильград, 30 сентября было освобождено местечко Власотинце. В составе 13-го корпуса она приняла участие в Нишской операции, 14 октября близ Селичевицы она вступила в бой с 7-й дивизией СС за Бубань и Турский ров, прорвавшись в южный район Ниша около 13 часов дня и до 16 часов вела бои за город.
В Косовской операции её 8-я бригада совместно с силами 4-й болгарской дивизии освободила Вучитрн 20 ноября, а 12-я бригада с отрядами болгарской танковой бригады взяла Косовску-Митровицу 22 ноября. 29 ноября ею была освобождена Рашка, 30 ноября — Нови-Пазар.
К февралю 1945 года дивизия была на правом берегу Дрины, занимая линию Ковиляча-Цулин, в то время как 2-я армия закреплялась на левом берегу Дрины. 22-я дивизия в составе 1-й армии на линии Батровцы – Свети-Лука участвовала в прорыве Сремского фронта, 11 апреля форсировала реку Босут и на следующий день освободила Липовац, после чего перешла реку Спачву и взяла Апшевци.